# ایسی (لوئیزیانا)
ایسی (به انگلیسی: Acy) یک منطقهٔ مسکونی در ایالات متحده آمریکا است که در لوئیزیانا واقع شده‌است.